# Zoltán Dudás
Dans le nom hongrois Dudás Zoltán, le nom de famille précède le prénom, mais cet article utilise l’ordre habituel en français Zoltán Dudás, où le prénom précède le nom.
Pour les articles homonymes, voir Dudás.
Zoltán Dudás, né le 8 août 1933 à Miskolc et mort le 13 septembre 1989, est un footballeur hongrois. Il évoluait au poste de défenseur.

## Biographie

### En club
Zoltán Dudás commence sa carrière au sein du Diósgyőri VTK ,,.
Il devient joueur du Budapest Honvéd en 1956.
Dès son arrivée, il est sacré Champion de Hongrie en 1956.
Avec son club, Dudás remporte une Coupe de Hongrie en 1964.
Il raccroche les crampons en 1966.
En compétitions européennes, il dispute au total un match pour aucun but inscrit en Coupe des clubs champions et cinq matchs pour aucun but marqué en Coupe des vainqueurs de coupe.

### En équipe nationale
International hongrois, il reçoit 2 sélections pour aucun but marqué en équipe de Hongrie en 1955 et 1960,.
Son premier match en sélection a lieu le 2 octobre 1955 contre la Tchécoslovaquie (victoire 3-1 à Prague) dans le cadre de la Coupe internationale 1955-1960.
Zoltán Dudás fait partie de l'équipe de Hongrie médaillée de bronze aux Jeux olympiques 1960. Il dispute deux matchs durant la compétition.
Son dernier match en sélection a lieu le 30 octobre 1960 contre la Belgique (défaite 1-2 à Bruxelles).

## Palmarès
| Budapest Honvéd - Championnat de Hongrie (1) : - Champion : 1956. - Coupe de Hongrie (1) : - Vainqueur : 1964. |  | Hongrie - Jeux olympiques : - Bronze : 1960. |